# Casa a l'avinguda Blondel, 17
La Casa a l'avinguda Blondel, 17 és una obra eclèctica de Lleida (Segrià) inclosa a l'Inventari del Patrimoni Arquitectònic de Catalunya.

## Descripció
Edifici entre mitgeres de planta baixa i quatre plantes. El basament és fins a la primera planta, fusta i remat. Composició simètrica amb arcs, pilastres, frontó central, finestres serlianes i balcons de forja. Parets de càrrega, maó i pedra.